# Sistema Ferroviario Centro Sur (Venezuela)
Forma parte del Sistema Ferroviario Nacional, y pasa por los Estados: Aragua, Guárico, Apure y Bolívar.
La construcción de los tramos de Guárico conectarán el Sistema Ferroviario Centro Sur (el eje norte llanero) con el Sistema Ferroviario Central (el eje central). 
Las estaciones serán amplias con el objeto de que florezca el comercio y la actividad económica en general. El futuro ferrocarril del eje Centro-Sur será totalmente eléctrico.

## Tramos
Tiene 2 tramos que se encuentran en la fase de construcción:

### Tramo:San Juan de los Morros–Calabozo–San Fernando
Este tramo comunicará desde San Juan de los Morros, pasando y teniendo como estaciones a Dos Caminos, El Rastro, Calabozo, Corozopando, Camaguán, hasta San Fernando de Apure.
El tramo ferroviario que se construye actualmente entre los estados Guárico y Apure tendrá un longitud de 252 km se realice en dos horas y media y alcanzará una velocidad promedio prevista por el ferrocarril entre las estaciones entre 150 y los 180 kilómetros por hora, por cuanto circulará por zonas totalmente planas y por la otra parte la restante de la vía entre los estados Guárico y Aragua construirá en la fase siguiente.
Asimismo, contribuirá con el desarrollo regional y la desconcentración poblacional e industrial al ofrecer una alternativa de transporte tanto para la región como para la interconexión con otras zonas del país a través del eje Orinoco - Apure.

#### Túneles del Tramo San Juan de los Morros – San Fernando de Apure
Este tramo implicó la construcción de 14 túneles Ferroviarios, alcanzando en total 17 kilómetros de construcción algunos de los cuales se presentan aquí:
| Túneles del Tramo San Juan de los Morros – San Fernando de Apure | Túneles del Tramo San Juan de los Morros – San Fernando de Apure | Túneles del Tramo San Juan de los Morros – San Fernando de Apure |
| #                                                                | Nombre                                                           | Longitud                                                         |
| ---------------------------------------------------------------- | ---------------------------------------------------------------- | ---------------------------------------------------------------- |
| 1                                                                | Túnel San Juan                                                   | 6,300 km                                                         |
| 2                                                                | Túnel Intermedio                                                 | 1,350 km                                                         |
| 3                                                                | Túnel Florida                                                    | 1,730 km                                                         |
| 4                                                                | Túnel Uverito                                                    | 1,700 km                                                         |
| 5                                                                | Túnel El Toco                                                    | 0,600 km                                                         |
| 6                                                                | Túnel Loma Linda                                                 | 0,900 km                                                         |
| 7                                                                | Túnel Caruata                                                    | 0,500 km                                                         |
| 8                                                                | Túnel Guatacarazo                                                | 0,900 km                                                         |
| 9                                                                | Túnel Corocito                                                   | 0,800 km                                                         |
| 10                                                               | Túnel Mamoncito                                                  | 1,250 km                                                         |

### Tramo:Chaguaramas–Cabruta–Caicara del Orinoco
Este tramo comunicará desde Chaguaramas, Las Mercedes, Santa Rita, Cabruta y Caicara. El tramo Chaguaramas-Cabruta tendrá una pequeña variación con respecto a su llegada al Orinoco, ya que el lugar para la construcción del tercer puente sobre el río Orinoco, aún no ha sido definido completamente por problemas de inundaciones en el lugar inicial de construcción.